# Plagioscion montei
Plagioscion montei es una especie de pez de la familia Sciaenidae en el orden de los Perciformes.

## Morfología
Los machos pueden llegar alcanzar los 28,4 cm de longitud total.

## Hábitat
Es un pez de agua dulce, de clima tropical y bentopelágico.

## Distribución geográfica
Se encuentran en Sudamérica: cuenca del río Amazonas en Brasil y el Perú.